# Dindica sundae
Dindica sundae là một loài bướm đêm trong họ Geometridae.